# Lion-sur-Mer
Lion-sur-Mer ist eine französische Gemeinde mit 2.510 Einwohnern (Stand: 1. Januar 2022) im Département Calvados in der Region Normandie. Sie gehört zum Arrondissement Caen und zum Kanton Ouistreham. Die Einwohner werden als Lionnais bezeichnet.

## Geografie
Lion-sur-Mer liegt rund 15 km nordnordöstlich von Caen. Im Norden und Nordosten beziehungsweise Osten grenzt die Gemeinde an den Ärmelkanal. Umgeben wird Lion-sur-Mer ansonsten von Hermanville-sur-Mer im Südosten und Süden, Cresserons im Südwesten sowie Luc-sur-Mer in westlicher Richtung.

## Geschichte
Bei der Operation Neptune, der Landung der alliierten Truppen in der Normandie am 6. Juni 1944, lag Lion-sur-Mer im Abschnitt Sword und wurde am selben Tag von britischen Soldaten des 41 (Royal Marine) Commando der Royal Marines eingenommen.

## Bevölkerungsentwicklung
| Jahr                             | 1793 | 1836 | 1876 | 1926 | 1946 | 1968 | 1990 | 2016 |
| Einwohner                        | 960  | 1037 | 1127 | 1045 | 1530 | 1613 | 2086 | 2424 |
| Quelle: Cassini, EHESS und INSEE |      |      |      |      |      |      |      |      |

## Sehenswürdigkeiten
- Kirche Saint-Pierre aus dem 11. Jahrhundert, deren Glockenturm seit 1913 als Monument historique klassifiziert ist[3]
- Schloss Lion-sur-Mer aus dem 13. Jahrhundert, seit 1926 Monument historique[4]
- „Villa Louis“, Haus im Stil der französischen Bäderarchitektur aus dem 19. Jahrhundert, seit 1998 Monument historique[5]
- „Villa Bella Vista“, Bäderarchitektur-Haus aus dem Jahr 1850
- protestantische Kirche aus dem 20. Jahrhundert

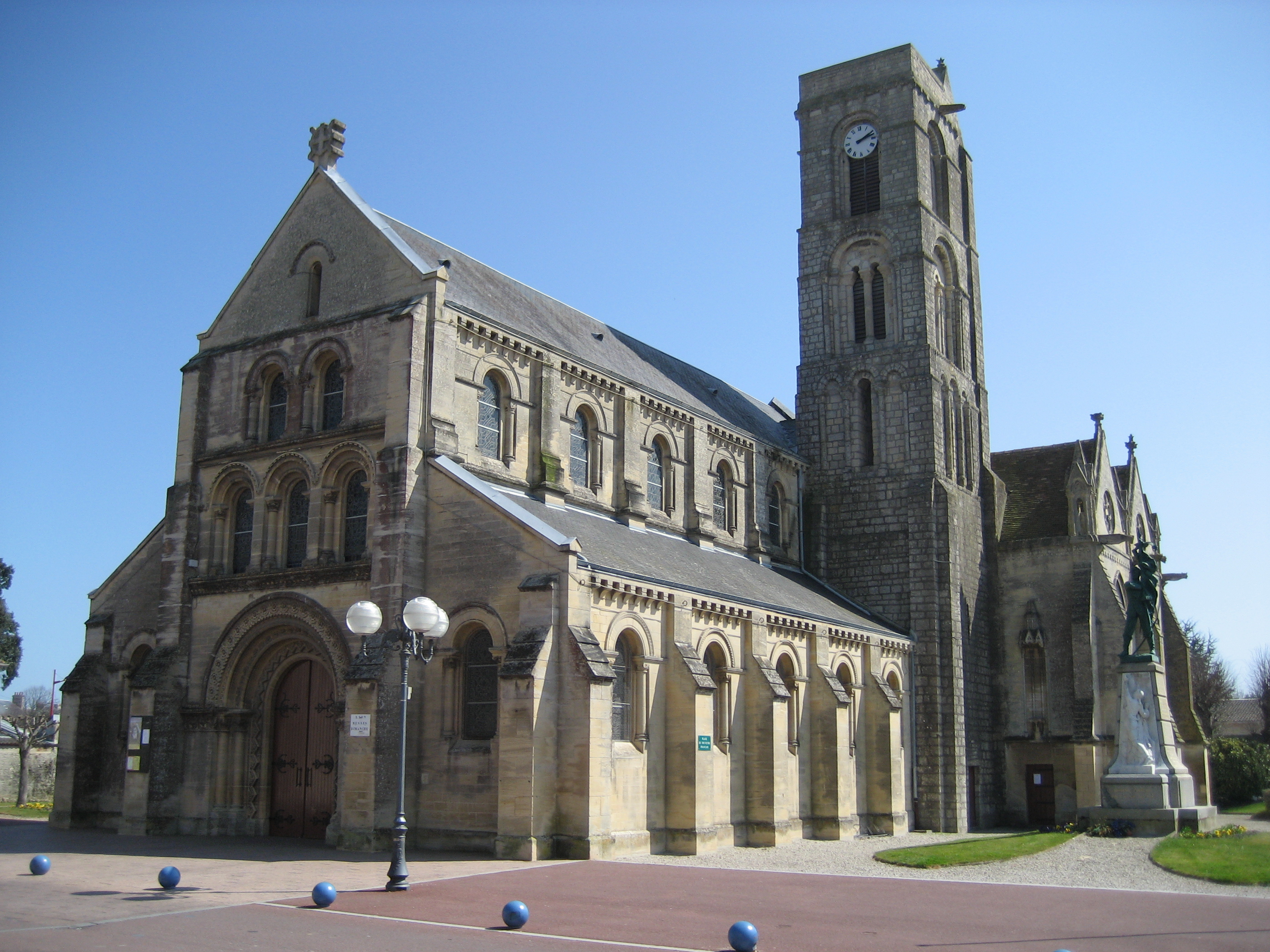
Kirche Saint-Pierre
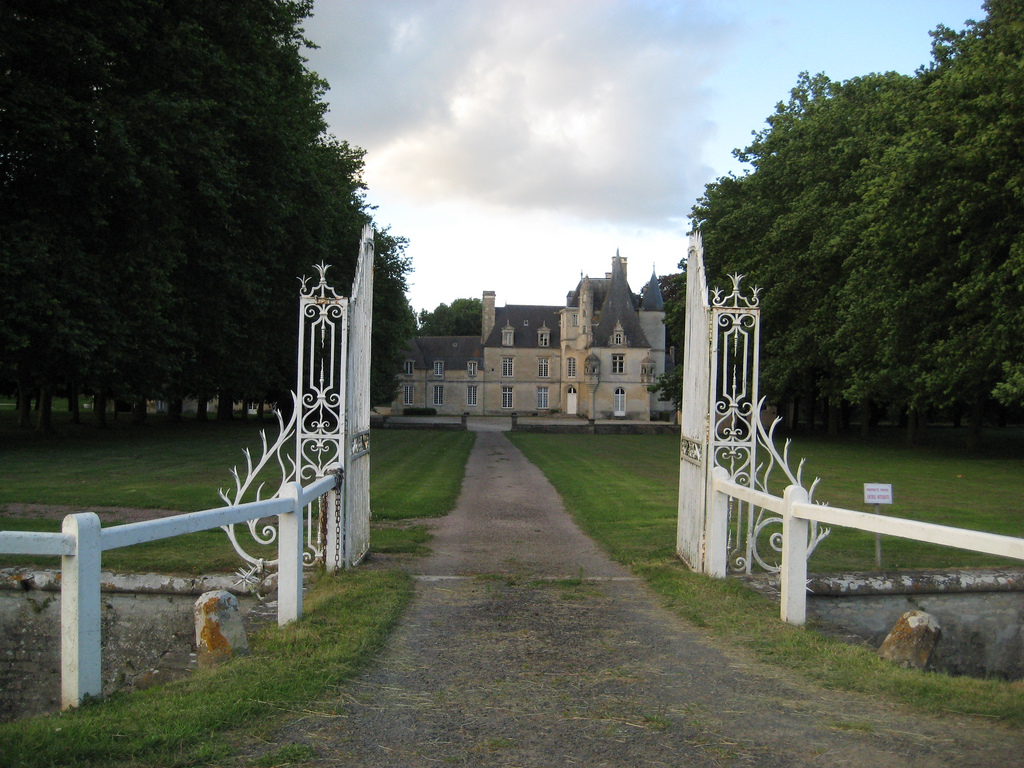
Blick auf das Schloss Lion-sur-Mer
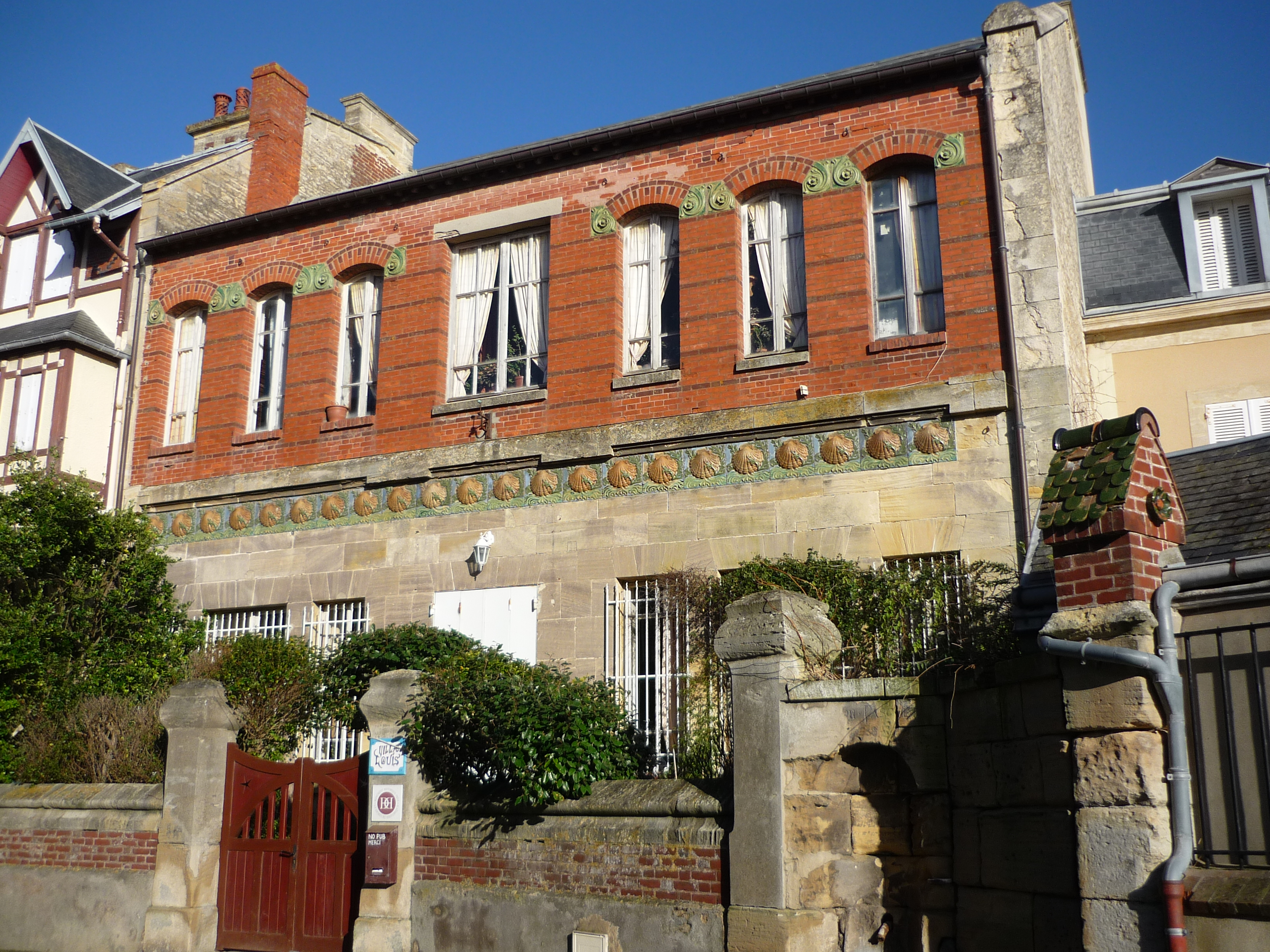
„Villa Louis“
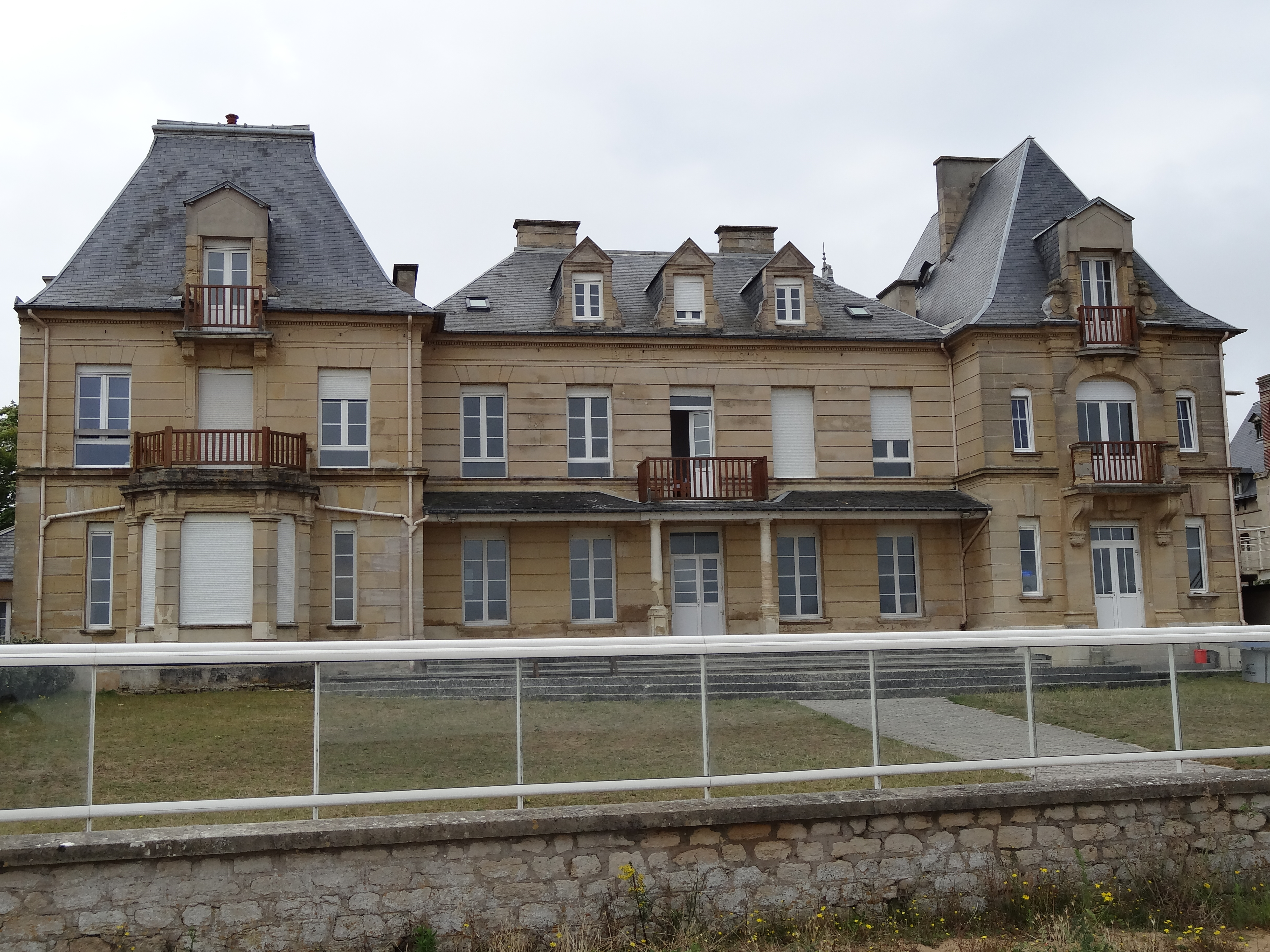
D„Villa Bella Vista“
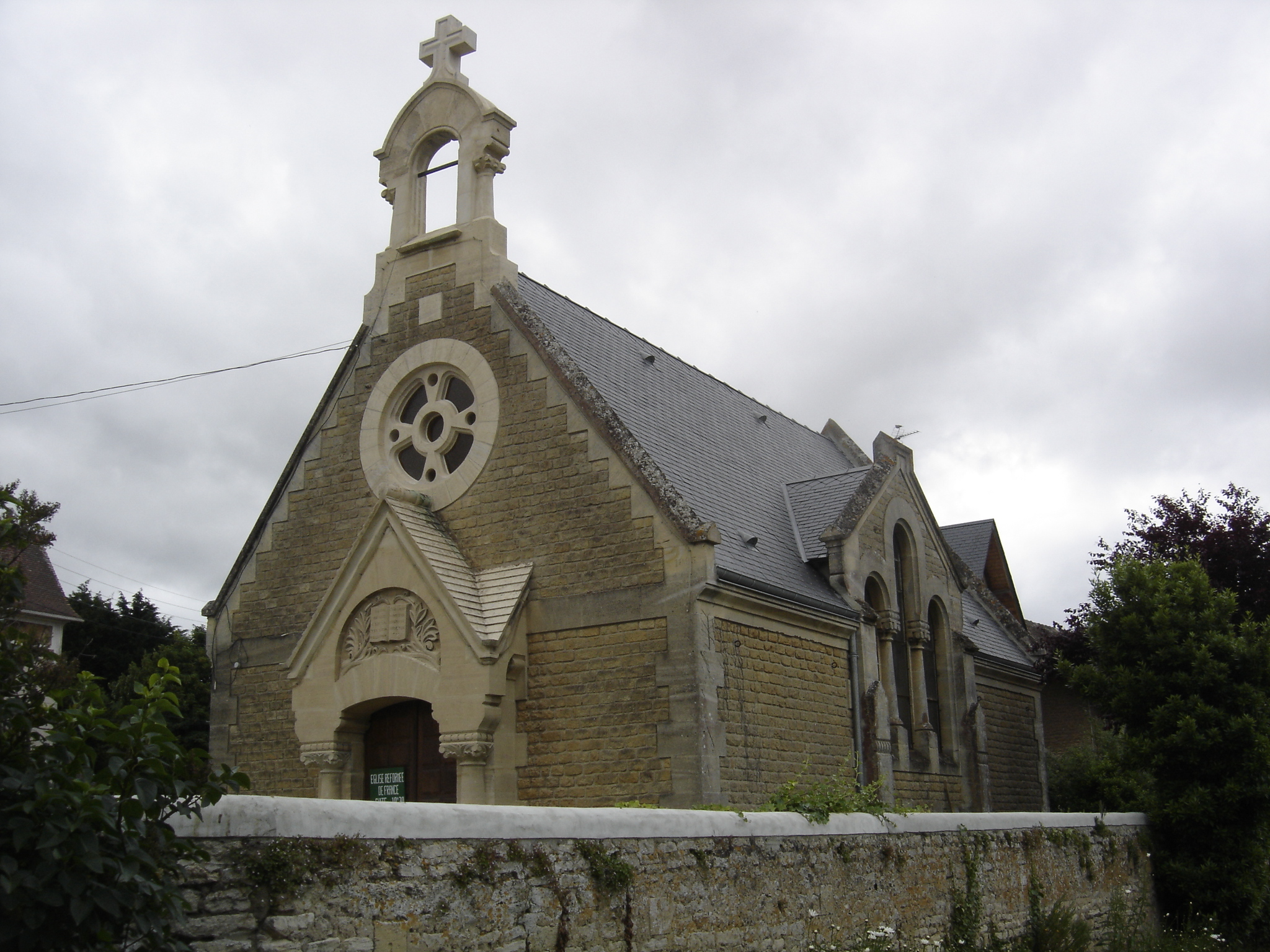
Protestantische Kirche
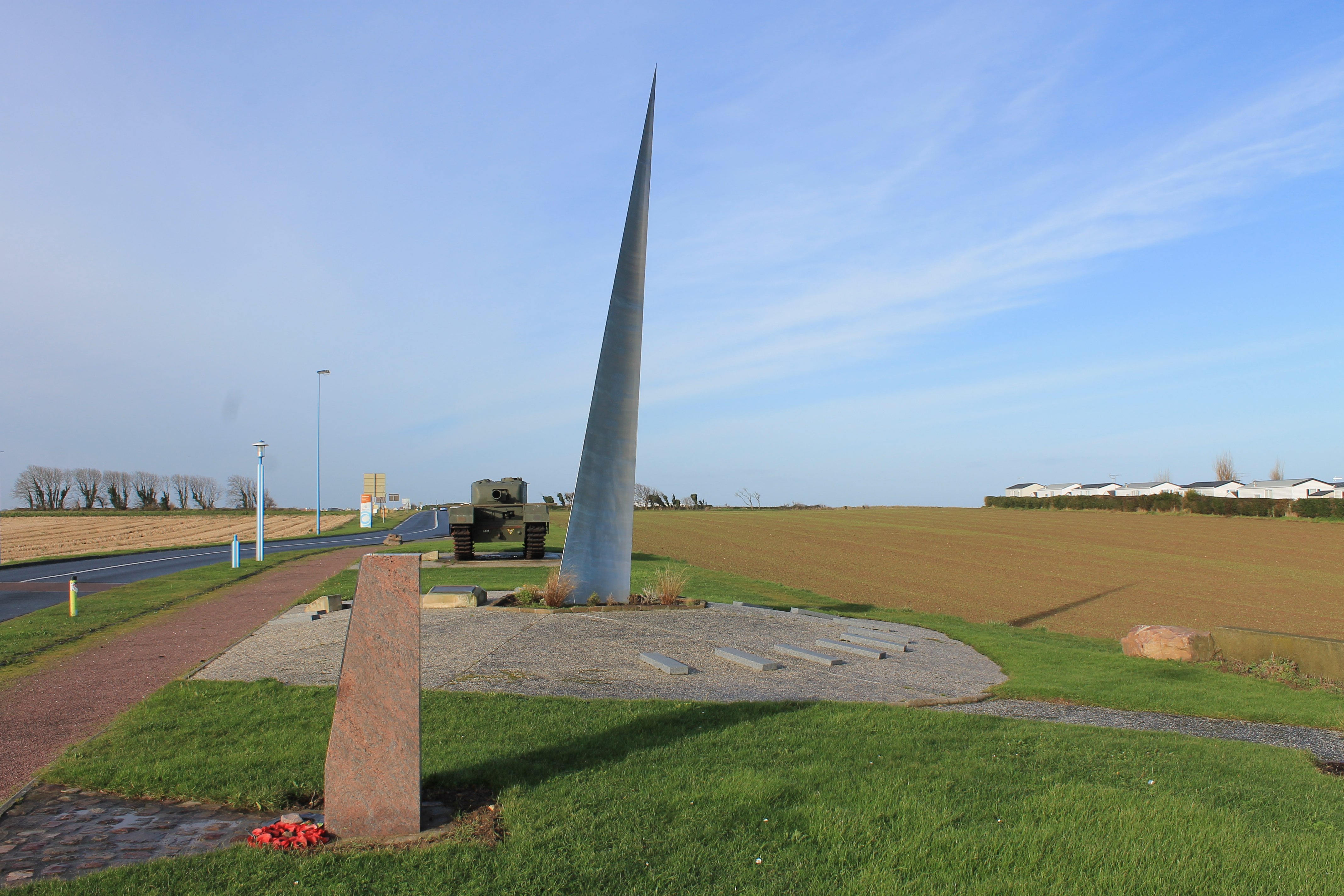
Denkmal zur Befreiung des Ortes im Zweiten Weltkrieg

## Gemeindepartnerschaften
Mit Kiebingen, einem Stadtteil der baden-württembergischen Mittelstadt Rottenburg am Neckar, besteht seit den 1970er Jahren (seit 1988 offiziell) eine Gemeindepartnerschaft.